# Ashford & Simpson
Nickolas Ashford (* 4. Mai 1942 in Fairfield County, South Carolina; † 22. August 2011 in New York) und Valerie Simpson (* 26. August 1946 in Bronx, New York) waren ein US-amerikanisches Songwriter- und Produzentenduo, das in den 1960er Jahren mit Kompositionen für das Plattenlabel Motown Musikgeschichte schrieb.
Soul-Klassiker wie Ain’t No Mountain High Enough (1967), Ain’t Nothing Like the Real Thing oder You’re All I Need to Get By (1968) entstanden in dieser Zeit. Ab 1973 nahm das Duo auch selbst Platten auf und Hits wie It Seems to Hang On (1978), Found a Cure (1979), Solid (1984), Outta the World (1985), Count Your Blessings (1986) und I’ll Be There for You (1989) machten Ashford & Simpson weltweit bekannt. Im Laufe ihrer über 40-jährigen Karriere fungierte Ashford in der Regel als Komponist und Simpson als Liedtexterin.

## Karriere
Nickolas Ashford und Valerie Simpson lernten sich 1964 in der White Rock Baptist Church in Harlem kennen. Zu diesem Zeitpunkt war Ashford obdachlos und schlief zeitweise auf einer Bank, die heute eine Plakette mit der Inschrift „Nick Ashford slept here“ („Nick Ashford hat hier geschlafen“) trägt. Mithilfe der Kirchengemeinde konnte Ashford das Leben auf der Straße hinter sich lassen, er wurde Mitglied im Kirchenchor und freundete sich mit Simpson an. Die Beziehung blieb zunächst platonisch: Gemeinsam begannen sie Gospellieder zu schreiben, später kamen auch säkulare Stücke hinzu. Für das kleine Label Glover nahmen „Val & Nick“, wie sich die beiden zu diesem Zeitpunkt nannten, noch 1964 ein paar erfolglose Singles auf. Während ihre Karriere als Musiker nicht abhob, versuchten sich Ashford und Simpson weiterhin als Songwriter. 1965 nahmen Soulgrößen wie Chuck Jackson & Maxine Brown (Baby Take Me) sowie Betty Everett (The Real Thing) Lieder des Duos auf. Der Durchbruch folgte 1966, als Ray Charles mit dem Ashford/Simpson-Song Let’s Go Get Stoned auf Platz eins der R&B-Charts landete. Ashford bemühte sich im gleichen Jahr vergeblich, eine Solo-Karriere zu starten. Seine wenigen Singles für Verve floppten, immerhin wurde aber I Don’t Need No Doctor auch von Ray Charles aufgenommen. Ashford und Simpson sangen auch die Backing Vocals für andere Interpreten, so im Februar 1966 beim Bobby-Hebb-Hit Sunny.

### Hits für andere und Valeries Solo-Aufnahmen: Die Motown-Jahre
Im April 1967 wechselten Ashford und Simpson als feste Songwriter zur Motown Corporation, der seinerzeit erfolgreichsten Plattenfirma im Soulgenre. Sie komponierten Hits und produzierten sie meist selbst in den Motown Recording Studios in Detroit. Der Erfolg stellte sich auf Anhieb ein: Marvin Gaye und Tammi Terrell hatten mit Ain’t No Mountain High Enough, Ain’t Nothin Like the Real Thing und Your Precious Love noch im gleichen Jahr gleich drei Hits mit Ashford/Simpson-Kompositionen. 1968 folgte You’re All I Need to Get By. Diese Lieder entwickelten sich zu Klassikern des Soulgenres und wurden zahlreich gecovert. 1970 nahm beispielsweise Diana Ross eine Fassung von Ain’t No Mountain High Enough auf und landete damit auf Platz eins der US-Charts. Zuvor hatte Ross mit der Ashford/Simpson-Komposition Reach Out and Touch (Somebody’s Hand) ihren Einstand als Solistin gegeben. Andere Motown-Künstler wie Gladys Knight & the Pips, Supremes, die Four Tops oder The Marvelettes folgten Ross’ Beispiel und nahmen Songs von Ashford und Simpson auf. Das Duo blieb noch bis 1973 bei Motown.
Simpson versuchte sich zu Beginn der 1970er Jahre auch als Solistin und veröffentlichte auf dem Motown-Sublabel Tamla zwei mäßig erfolgreiche Alben, Exposed (1971) und Valerie Simpson (1972). Diese Aufnahmen wurden teilweise 1977, nachdem sie sich mit ihrem Ehemann erfolgreich in den Charts etabliert hatte, unter dem Titel Keep It Comin’ wiederveröffentlicht. Mit Silly Wasn’t I hatte Simpson einen kleinen Hit in den amerikanischen Pop- und R&B-Charts.

### Erfolge mit eigenen Platten: Die Warner-Jahre
1973 erschien bei der Plattenfirma Warner Gimme Something Real, das Debütalbum von Ashford & Simpson. Im folgenden Jahr heiratete das mittlerweile auch privat verbundene Duo. „Dank sorgfältig produzierter Soulsongs“ zählten Ashford & Simpson in den folgenden Jahren zu den „gefragtesten Protagonisten der Black-Music-Szene“. (Taurus Press) Dafür sorgte vor allen Dingen das fünfte Studioalbum Send It ein, das in den USA 1977 vergoldet wurde und den R&B-Hit Don’t Cost You Nothing hervorbrachte. Mit dem Folgealbum Is It Still Good to Ya konnten die beiden 1978 den Gold-Erfolg wiederholen, die Single It Seems Hang to On kam in den R&B-Charts bis auf Platz zwei, das Album sogar an die Spitze. Die LP Stay Free von 1979 brachte unter anderem die Hit-Single Found a Cure hervor, die Ashford & Simpson erstmals bis in die Top 40 der Pop-Charts brachte und zum Disco-Klassiker avancierte. Diesem Genre hatten sie sich bereits auf den vorherigen Alben gewidmet, ohne allerdings ihre Soulwurzeln zu verleugnen. Für Stay Free nahm das Duo außerdem seine dritte Gold-Auszeichnung entgegen.
Zeitgleich versorgten Ashford und Simpson auch andere Kollegen mit Hits im Disco-Beat: So schrieben sie 1978 die feministisch angehauchte Disco-Hymne I’m Every Woman, Chaka Khans ersten Solo-Hit, der 1992 auch für Whitney Houston ein großer Erfolg wurde. 1979 produzierten sie das gesamte Album The Boss für Diana Ross, die damit als Disco-Queen nach einigen Flops wieder auf die vorderen Ränge der Charts zurückkehrte. Die gleichnamige Single erreichte Platz eins der amerikanischen Disco-Hitliste von Billboard. Auch Gladys Knight & the Pips (Alben About Love und Touch, 1980 bzw. 1981), Cheryl Lynn (Believe in Me, 1982) oder Stephanie Mills (Keep Away Girls, 1982) profitierten von den kompositorischen Künsten des Duos. 
Nach achtjähriger Zusammenarbeit endete der Vertrag mit Warner im Jahre 1981 mit der Live-LP Performance.

### Größter Hit Mitte der 1980er Jahre: Die Capitol-Jahre
Mit dem 1982er Werk Street Corner und dem gleichnamigen R&B-Top-Ten-Hit begann die Zusammenarbeit mit Capitol, die schließlich auch den größten Hit von Ashford & Simpson ermöglichte. Nachdem die LP High-Rise (1983) entgegen dem prophetischen Titel nicht sonderlich weit oben in den Charts gelandet war, verkaufte sich das Album Solid und vor allen Dingen die gleichnamige Single 1984 hervorragend. Solid toppte die R&B-Charts und scheiterte nur knapp an den Top 10 der amerikanischen Pop-Charts. Noch besser lief es in Europa: In Großbritannien und in Deutschland stand das Lied in den Top 3. Die nachfolgenden Singles Outta the World und Babies schafften je nach Land ebenfalls den Sprung in die Charts, konnten den enormen Erfolg von Solid jedoch nicht wiederholen. Es folgten R&B-Hits mit Count Your Blessings (1986) und I’ll Be There for You (1989), danach endete der Plattenvertrag mit Capitol.

### Die Jahre ab 1990
Die Single Hungry for Me Again für den Horrorfilm Def by Temptation (1990) sollte der letzte Top-40-Hit von Ashford & Simpson in den R&B-Charts bleiben. Insgesamt brachte es das Duo hier auf 33 Einträge. Als Live-Künstler blieb das Duo gut im Geschäft, Plattenveröffentlichungen blieben allerdings sporadisch. 1996 entstand Been Found in enger Zusammenarbeit mit der Schriftstellerin und Menschenrechtlerin Maya Angelou. 2002 wurden Ashford & Simpson in die Songwriters Hall of Fame aufgenommen. Der Rolling Stone listete das Duo 2015 auf Rang 83 der 100 größten Songwriter aller Zeiten.

## Privat
Valerie Simpson ist auch familiär mit der Musik verbunden. Ihr Bruder Raymond „Ray“ Simpson ist der aktuelle Polizist bei den Village People. 1978 produzierte sie gemeinsam mit ihrem Mann das Album Tiger Love für ihren Bruder.
Nickolas Ashford starb am 22. August 2011 in einem New Yorker Krankenhaus an den Folgen einer Kehlkopfkrebs-Erkrankung. Er hinterließ neben seiner Frau auch zwei Töchter.

## Diskografie
Studioalben

| Jahr | Titel                  | Höchstplatzierung, Gesamtwochen, AuszeichnungChartplatzierungen (Jahr, Titel, Platzierungen, Wochen, Auszeichnungen, Anmerkungen) | Höchstplatzierung, Gesamtwochen, AuszeichnungChartplatzierungen (Jahr, Titel, Platzierungen, Wochen, Auszeichnungen, Anmerkungen) | Höchstplatzierung, Gesamtwochen, AuszeichnungChartplatzierungen (Jahr, Titel, Platzierungen, Wochen, Auszeichnungen, Anmerkungen) | Höchstplatzierung, Gesamtwochen, AuszeichnungChartplatzierungen (Jahr, Titel, Platzierungen, Wochen, Auszeichnungen, Anmerkungen) | Höchstplatzierung, Gesamtwochen, AuszeichnungChartplatzierungen (Jahr, Titel, Platzierungen, Wochen, Auszeichnungen, Anmerkungen) | Höchstplatzierung, Gesamtwochen, AuszeichnungChartplatzierungen (Jahr, Titel, Platzierungen, Wochen, Auszeichnungen, Anmerkungen) | Anmerkungen                                          |
| Jahr | Titel                  | DE | AT | CH | UK | US | R&B | Anmerkungen                                          |
| ---- | ---------------------- | --- | --- | --- | --- | --- | --- | ---------------------------------------------------- |
| 1974 | Gimme Something Real   | — | — | — | — | US156 (13 Wo.)US | R&B18 (17 Wo.)R&B | Erstveröffentlichung: Oktober 1973                   |
| 1974 | I Wanna Be Selfish     | — | — | — | — | US195 (4 Wo.)US | R&B21 (12 Wo.)R&B | Erstveröffentlichung: Juli 1974                      |
| 1976 | Come as You Are        | — | — | — | — | US189 (4 Wo.)US | R&B35 (14 Wo.)R&B | Erstveröffentlichung: März 1975                      |
| 1977 | So so Satisfied        | — | — | — | — | US180 (3 Wo.)US | R&B30 (17 Wo.)R&B | Erstveröffentlichung: Januar 1977                    |
| 1977 | Send It                | — | — | — | — | US52 Gold · (46 Wo.)US | R&B10 (39 Wo.)R&B | Erstveröffentlichung: September 1977                 |
| 1978 | Is It Still Good to Ya | — | — | — | — | US20 Gold · (28 Wo.)US | R&B1 (33 Wo.)R&B | Erstveröffentlichung: August 1978                    |
| 1979 | Stay Free              | — | — | — | — | US23 Gold · (23 Wo.)US | R&B3 (27 Wo.)R&B | Erstveröffentlichung: August 1979                    |
| 1980 | A Musical Affair       | — | — | — | — | US38 (12 Wo.)US | R&B8 (23 Wo.)R&B | Erstveröffentlichung: August 1980                    |
| 1982 | Street Opera           | — | — | — | — | US45 (20 Wo.)US | R&B5 (26 Wo.)R&B | Erstveröffentlichung: Mai 1982                       |
| 1983 | High-Rise              | — | — | — | — | US84 (12 Wo.)US | R&B14 (25 Wo.)R&B | Erstveröffentlichung: August 1983                    |
| 1984 | Solid                  | DE11 (13 Wo.)DE | AT13 (10 Wo.)AT | CH15 (5 Wo.)CH | UK42 (6 Wo.)UK | US29 Gold · (36 Wo.)US | R&B1 (43 Wo.)R&B | Erstveröffentlichung: Oktober 1984                   |
| 1986 | Real Love              | — | — | — | — | US74 (18 Wo.)US | R&B12 (21 Wo.)R&B | Erstveröffentlichung: August 1986                    |
| 1989 | Love or Physical       | — | — | — | — | US135 (8 Wo.)US | R&B28 (20 Wo.)R&B | Erstveröffentlichung: Februar 1989                   |
| 1997 | Been Found             | — | — | — | — | — | R&B49 (12 Wo.)R&B | Erstveröffentlichung: Dezember 1996 mit Maya Angelou |

grau schraffiert: keine Chartdaten aus diesem Jahr verfügbar